# Fläckblåkråka
Fläckblåkråka (Coracias naevius) är en afrikansk fågel i familjen blåkråkor inom ordningen praktfåglar.

## Utseende
Fläckblåkråkan är en kraftig blåkråka med en kroppslängd på 35–40 cm. Fjäderdräkten är mestadels matt lilabrun, översållad med tunna vita steeck och med ett brett vitt ögonbrynsstreck. I flykten syns marinblått på vingar och stjärt. Den skiljer sig från andra Coracias-blåkråkor i Afrika genom teckningen på undersidan och avsaknad av azurblått i fjäderdräkten. Från Eurystomus’’ skiljer den sig genom sin relativt långa svarta näbb och olivgröna rygg.

## Utbredning och systematik
Fläckblåkråka delas upp i två underarter med följande utbredning:
- Coracias naevius naevius – förekommer från Senegal till Etiopien, Somalia och norra Tanzania
- Coracias naevius mosambicus – förekommer från Angola och Namibia till Zambia och norra Sydafrika

Arten är delvis stannfågel, men utövar också komplicerade säsongsmässiga flyttningar i delar av utbredningsområdet. Ett fynd finns från Jemen från tidigt 1960-tal.

## Levnadssätt
Fläckblåkråkan hittas i öppen savann och jordbruksbygd med spridda större träd, men även på steniga och buskiga sluttningar. Den ses ofta enstaka eller i par, sittande på exponerade kvistar varifrån den gör utfall för att fånga större ryggradslösa djur och små ryggradsdjur på marken. Liksom flera andra blåkråkor utövar den en akrobatisk "rollande" spelflykt (därav det engelska namnet Rollers för blåkråkor).

## Status och hot
Arten har ett stort utbredningsområde och en stor population, men tros minska i antal, dock inte tillräckligt kraftigt för att den ska betraktas som hotad. Internationella naturvårdsunionen IUCN kategoriserar därför arten som livskraftig (LC).